# Vladimir Tretchikoff
Vladimir Tretchikoff, nome anglicizzato di Vladimir Grigor'evič Tretčikov (in russo Владимир Григорьевич Третчиков?; Petropavlovsk, 26 dicembre 1913 – Città del Capo, 26 agosto 2006), è stato un pittore russo naturalizzato sudafricano.
Tretchikoff era un artista autodidatta che dipingeva delle figure realistiche, dei ritratti, delle nature morte e degli animali, con dei soggetti che spesso si ispiravano ai suoi anni giovanili in Cina, a Singapore e in Indonesia, e quelli successivi in Sudafrica. Sebbene le sue opere godessero di una buona popolarità con il pubblico generale, spesso egli veniva visto dai critici d'arte come l'epitome del kitsch (per questo fu soprannominato il "re del kitsch"). Dipingeva a olio, con l'acquerello, l'inchiostro, il carboncino e la matita, ma è noto soprattutto per le opere riprodotte in stampa. Secondo il suo biografo Boris Gorelik, autore del libro Incredible Tretchikoff, le sue riproduzioni avevano così tanto successo che si diceva che Tretchikoff fosse l'artista più ricco del mondo dopo Picasso. Il suo dipinto Ragazza cinese, noto con il soprannome The Green Lady ("La signora verde"), è una delle stampe d'arte più vendute nel ventesimo secolo.
Red Jacket, un documentario sudafricano del 1998, descrive nel dettaglio la vita e le opere di Tretchikoff.

## Biografia
Vladimir Grigor'evič Tretčikov era il più giovane di otto figli di una famiglia benestante di Petropavlovsk (oggi Petropavl), nell'odierno Kazakistan. Durante la rivoluzione russa del 1917, la famiglia lasciò i suoi beni e fuggì a Harbin, una città cinese con una forte presenza russa. Tretčikov lavorò come pittore di scenografie al teatro dell'opera russo della città, e frequentò la scuola fino all'età di sedici anni. Il suo lavoro come pittore di scenografie potrebbe spiegare come mai buona parte delle sue opere successive sia stata pensata per essere vista da lontano, e sia stata esposta con una teatralità inerente. Un anno prima gli erano stati commissionati dei ritratti per la sala di rappresentanza della Ferrovia Orientale Cinese, e con i soldi guadagnati da questa commissione poté unirsi alla comunità dei russi sciangaioti.
A Shanghai, Tretčikov lavorò come direttore creativo e illustratore per il Mercury Press, una società editoriale e pubblicitaria di proprietà statunitense. Contemporaneamente, realizzava delle vignette per le riviste locali in russo e in inglese. Fu lì che egli incontrò e sposò Natalie Telpougoff, anch'essa un'emigrata russa. La coppia si trasferì a Singapore, dove Tretčikov lavorò per un'agenzia pubblicitaria, diede lezioni d'arte, e realizzò delle opere per il Straits Times. Divenne noto a livello internazionale nel 1937, quando il capo dell'IBM, Thomas Watson, lo incaricò di rappresentare la Malesia a una mostra d'arte internazionale per la quale realizzò il quadro The Last Divers.
Quando il secondo conflitto mondiale si estese all'oceano Pacifico nel 1940, Tretčikov divenne un artista di propaganda che lavorava per il ministero dell'Informazione britannico. Nel febbraio del 1942, Tretčikov si trovava a bordo di una nave che trasportava il personale del ministero verso il Sudafrica. La nave venne bombardata dai giapponesi, e i 42 sopravvissuti remarono inizialmente verso Sumatra, che si scoprì essere già occupata dall'esercito nipponico. Quindi remarono verso Giava, impiegando diciannove giorni, solo per scoprire che anche quest'isola era stata occupata. Tretčikov venne imprigionato a Serang (dove passò tre mesi in isolamento per aver protestato, in quanto cittadino russo, che avrebbe dovuto essere liberato), poi venne rilasciato e passò il resto della guerra in libertà vigilata a Batavia (oggi Giacarta), dove lavorò sotto la supervisione di un artista giapponese. Fu lì che incontrò Leonora Schmidt-Salomonson (detta Lenka) che divenne la sua amante e una delle sue modelle più famose.
Nel 1946, egli si riunì con la moglie e con la figlia Mimi in Sudafrica, dato che entrambe erano riuscite a salvarsi su un'altra nave partita in precedenza.

### Successo
Presto Tretchikoff divenne noto in Sudafrica grazie a un libro che raccoglieva i suoi ritratti di donne dell'Asia e i suoi dipinti floreali, e tenne delle mostre di successo a Città del Capo e a Johannesburg. Divenne noto negli Stati Uniti, dove i rosacrociani di San Jose lo invitarono a lanciare un tour americano. Circa 57.000 persone videro la mostra a Los Angeles, e 52.000 a San Francisco. A Seattle, una mostra rivale che includeva delle opere di Picasso e Rothko venne visitata da molta meno gente, con soddisfazione di Tretchikoff. In seguito la mostra si spostò in Canadà, e anche lì fu un successo. Seguì una grande mostra nel 1962 ad Harrods, a Londra, ma egli si rese conto che la galleria d'arte di Harrods era troppo piccola per accogliere la folla di visitatori. Egli richiese il privilegio, concessogli, di allestire la sua mostra nello spazio espositivo del piano terra, dove si registrarono più di 205.000 visitatori. Uno dei suoi ammiratori britannici, Leslie Rigall, comprò una dozzina dei suoi quadri, e progettò la sua nuova casa a Windsor Great Park ispirandosi a queste opere.
La sua Ragazza cinese, un dipinto del 1952 ritraente Monika Pon-su-san, una modella orientale, con la pelle blu-verdastra, è una delle stampe più vendute del secolo ventesimo. Le riproduzioni a stampa del dipinto si diffusero durante gli anni 1950 e 1960, e il quadro apparve in varie opere e programmi televisivi come Frenzy di Alfred Hitchcock (1972) e in vari episodi del Monty Python's Flying Circus. Degli altri dipinti molto noti con dei soggetti orientali erano Miss Wong, Lady from Orient, e Balinese Girl. Egli disse che la prima ballerina assoluta britannica Alicia Markova, che posò per Alicia Markova "The Dying Swan", era la modella che più lo stimolava.

## Libri
Nel 1973, Tretchikoff pubblicò assieme a Anthony Hocking la sua autobiografia, Pigeon's Luck, un resoconto della sua esperienza durante la guerra. Il libro venne studiato scrupolosamente da Hocking, che contattò delle persone in più di ventuno paesi.
Nel 2013, la prima biografia completa dell'artista, Incredible Tretchikoff di Boris Gorelik, venne pubblicata a Londra dalla Art / Books e a Città del Capo da Tafelberg.

## Riscoperta
Vi fu una rinascita di interesse per le sue opere alla fine degli anni 1990, come parte di una riscoperta degli interni retrò degli anni 1950 e 1960. Nel 1998, la sede johannesburghese di Sotheby's vendette una sua natura morta a olio su tela per 1800 dollari, il doppio di quanto ci si aspettava. Nel 1999, si riteneva che la Zulu Maiden sarebbe fruttata 1800 dollari, invece venne venduta per 10.000 dollari. Nell'ottobre del 2002, un'altra opera originale venne venduta per 18.000 dollari, mentre nel maggio del 2008 Fruits of Bali fece guadagnare 480.000 dollari alla Stephan Welz & Co di Città del Capo.
Il quadro più costoso di Tretchikoff è la Ragazza cinese, che venne venduta per quasi un milione di sterline da Bonhams, a Londra, nel marzo del 2013. Il primato precedente era di Red Jacket, che venne venduto per 337.250 sterline nell'ottobre del 2012, sempre da Bonhams.

## Morte ed eredità
Nel 2002 Tretchikoff venne colpito da un ictus che gli impedì di dipingere, e il 26 agosto del 2006 spirò a Città del Capo, dove viveva dal 1946. Lasciava sua moglie Natalie, sua figlia Mimi (nata nel 1938), quattro nipoti e cinque bisnipoti. Natalie Tretchikoff si sarebbe spenta il 18 luglio del 2007.
La galleria nazionale del Sudafrica non ha mai acquistato un'opera originale di Tretchikoff perché i suoi curatori "non ritenevano che Tretchikoff fosse davvero un artista sudafricano". Nel libro Art and Artists of Southern Africa, di Esmé Berman, si parla di lui in poco più di due righe, sotto la dicitura "artisti popolari". Una volta Tretchikoff affermò che l'unica differenza tra lui e Vincent van Gogh era il fatto che Van Gogh aveva sofferto la fame mentre egli si era arricchito.
L'illusionista Uri Geller è un ammiratore di Tretchikoff, nonostante sia d'accordo con i critici che la sua arte sia tutt'altro che maestosa. Egli scrisse: "Se oggi si mette un mattone al Tate e diventa arte. Chi ha deciso che la Signora verde fosse kitsch? Non le centinaia di migliaia di persone che l'hanno comprata."
Un altro ammiratore di Tretchikoff è lo stilista Wayne Hemingway, che lo paragonò ad Andy Warhol. Nel suo libro Just Above The Mantelpiece, che difende l'arte popolare, egli scrisse: "Realizzò tutto quello che Andy Warhol disse di voler fare ma non avrebbe mai potuto raggiungere a causa del suo disinteresse."
Poco dopo la sua morte nacque il Tretchikoff Trust. Il Trust ospita dei laboratori per gli adolescenti in tutto il Sudafrica. Il Trust si basa sul motto di vita di Tretchikoff "Esprimi la tua passione, fai quello che ami, prendi l'azione, costi quel che costi". Nel 2011, la prima retrospettiva di Tretchikoff si tenne alla galleria nazionale del Sudafrica di Città del Capo. Curata da Andrew Lamprecht, si rivelò una delle mostre di maggiore successo della storia della galleria.